# Siniddinam
Sîn-iddinam was ca. 1849-1843 v.Chr. koning van Larsa. Hij volgde zijn vader op en hoewel hij slechts zeven jaar regeerde is er een aanzienlijk aantal vondsten en teksten die naar hem verwijzen. 

Er is een lange tekst die in uit drie inscripties bestaat. De eerste daarvan gaat over de vervaardiging van een beeld van zijn vader Nūr-Adad en is waarschijnlijk een tekst die op dat beeld aangebracht is. De andere twee zijn zgn. literaire brieven, documenten in briefvorm gericht aan (het beeld van) Nūr-Adad, waarin diens daden geprezen worden.
Daarnaast wordt zijn naam in de zegels en zegelafdrukken van een aantal van zijn ambtenaren genoemd en zijn er een aantal vrome inscripties, zoals een vermelding dat de koning een beeld van Nanna in Ur opgericht heeft. De steden Ur, Badtibira en Maškan-šāpir kregen ieder een nieuwe stadsmuur, wat laat zien dat deze steden deel uitmaakten van het koninkrijk Larsa, maar dat er wel behoefte aan verdedigingswerken was.

## Zijn einde
Er zijn aanwijzingen dat Sin-iddinam en mogelijk ook zijn kinderen het slachtoffer werden van de epidemie en/of het heersende geweld, die de onderwerpen van zijn vurige gebed aan Utu zijn. Dateringen op handelsdocumenten dragen  tot 6 maanden na zijn dood een "MU ÚS.SA"-jaarnaam, d.w.z. een jaarnaam die begint met "het jaar ná het jaar dat". In dit geval is dat: het jaar ná het jaar dat de grote muur van Maškan-šapir gebouwd werd. Dit laat zien dat er geruime tijd onzekerheid was over de opvolging. Zijn opvolger was ook niet zijn zoon maar de zoon van ene Gaʼeš-rabi, de eerste van een drietal koningen met een korte regeringsperiode. Er breekt een periode van verwarring aan die een decennium zal duren.